# リシャバ

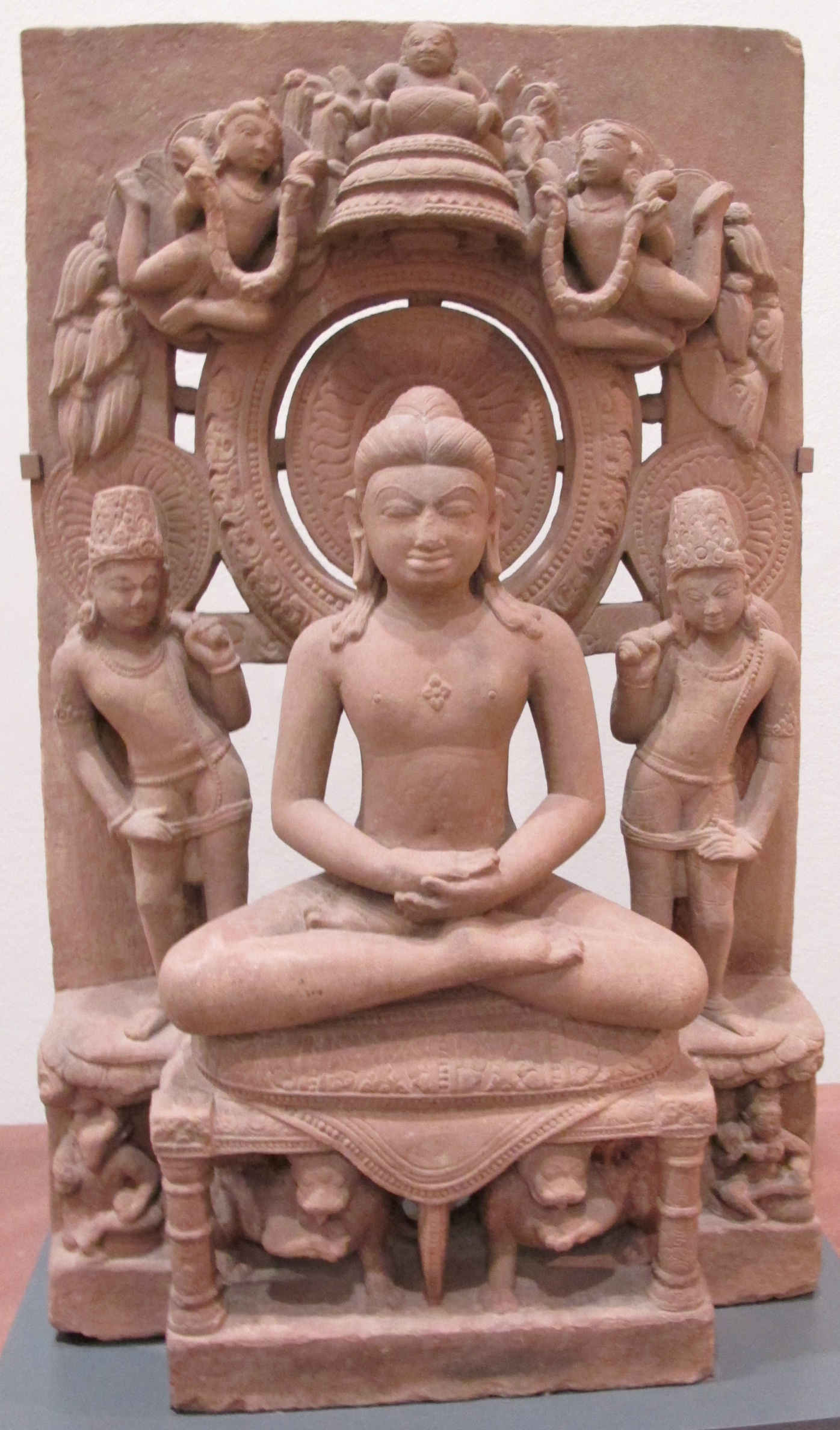
リシャバ座像

リシャバ（サンスクリット: ऋषभ Ṛṣabha）は、ジャイナ教の24人のティールタンカラのうちの最初のひとりで、アーディナータ（Ādinātha 「最初の主」を意味する）の名でも呼ばれる。プラークリットではウサバ（Usabha）。

## 概要
「リシャバ」とはサンスクリットで牡牛を意味し、図像学的にも牡牛によって象徴される。
リシャバは現在の劫の下降相（アヴァサルピニー）第3期の終わりに出現した。残る23人のティールタンカラは第4期に出現し、最後のティールタンカラであるヴァルダマーナ（マハーヴィーラ）の没後まもなく第5期がはじまって現在に到っている。
『カルパ・スートラ』によるリシャバの事績はマハーヴィーラのものと非常によく似かよっており、固有名詞や年月が異なっているのを除くとほとんど同じである。ゴートラはどちらもカーシヤパであった。リシャバはコーサラ国の首都コーサラー（アヨーディヤー）において、ナービ王とその妻のマールデーヴィーの間に生まれた。父は14人のクラカラ（マヌに相当するジャイナ教の古の賢人。人類に文明を教えた）の最後のひとりだった。マールデーヴィーがリシャバを出産する前に見た夢はマハーヴィーラの場合と同じだったが、ただ最初の夢が象ではなく牡牛であることが異なっていた。リシャバは200万年の間を王子として、それから630万年の間を王として過ごし、人々にさまざまな学問・芸術・職業を教えた。その後はマハーヴィーラと同様にヴィニーターという町の無憂樹のもとで出家して千年の間遊行生活と瞑想を行った後に完全智を得た。リシャバは99000年の間説法を行い、リシャバセーナを先頭とする84000人の沙門など、多数の弟子があった。アシュターパダ山（カイラーサ山と同一視される）において840万歳で没し、ニルヴァーナを得た。
より新しい伝承では、リシャバは非常に高い位置が与えられる。とくにラーシュトラクータ朝のアモーガヴァルシャ1世の庇護のもと、9世紀のディガンバラ派のジナセーナは『アーディ・プラーナ』を書いてバラモンやヴェーダや神々の権威を否定し、かわりにリシャバを最初の王として賛美した。また白衣派の大学者であるヘーマチャンドラは『トリシャシュティ・シャラーカー・プルシャ・チャリタ』（63偉人伝）の中でリシャバについて詳しく記した。それらによればリシャバは人類最初の王であり、火や農業技術その他のさまざまなものを発明し、クシャトリヤ・ヴァイシャ・シュードラの職業の別を作った（バラモンは子のバラタが作った）。世を捨てて瞑想をしているときに髪が長く伸びた（リシャバの像は髪が長く伸びているものが多い）。リシャバは出家する前に双子の姉妹であるスマンガラーと結婚し、バラタという子を生んだ。バラタは最初の転輪王になり、インド亜大陸をいうバーラタヴァルシャという名前は彼に由来する。バラタの双子の姉妹であるブラーフミーはリシャバから最初の文字であるブラーフミー文字を学んだ。リシャバはまたスナンダーを妻として、バーフバリーとその双子の姉妹のスンダリー、およびその他の94人の息子を生んだ。

## プラーナ文献におけるリシャバ
ヒンドゥー教の側でも、いくつかのプラーナ文献でリシャバについて記述している。たとえば『ヴィシュヌ・プラーナ』では最初のマヌであるスヴァーヤンブヴァ・マヌを始祖として父から子へプリヤヴラタ、アーグニードラ、ナービ、リシャバと継承され、リシャバにはバラタを長男とする100人の子があったとし、バラタの子孫の住む土地をバーラタ・ヴァルシャ（インドを意味する）と呼んだとする。
『バーガヴァタ・プラーナ』（10-11世紀ごろ）ではリシャバをヴィシュヌのアヴァターラのひとつとした。